# Apollodoros z Aten (epikurejczyk)
Apollodoros (druga połowa II wieku p.n.e.) – epikurejczyk pochodzący z Aten. Nauczyciel Zenona z Sydonu. Apollodoros był autorem dzieła Bios Epikuru (Żywot Epikura) oraz pierwszej epikurejskiej historii filozofii – zbioru dogmatów filozoficznych.